# Albatros D.III
El Albatros D.III era un caza biplano alemán fabricado por la firma Albatros Flugzeugwerke y usado durante la Primera Guerra Mundial por el Servicio Aéreo del Ejército Imperial Alemán (Luftstreitkräfte) y por el Servicio Aéreo Austro-Húngaro (Luftfahrtruppen). El D.III fue tripulado por muchos de los principales ases alemanes, incluyendo a los míticos Manfred von Richthofen, "el Barón Rojo", Ernst Udet, Erich Loewenhardt, Kurt Wolff y Karl Emil Schaeffer. Fue el caza prominente durante el periodo de superioridad aérea alemana conocido como el Abril sangriento (1917).

## Diseño y desarrollo
El trabajo sobre el prototipo D.III empezó a finales de julio e inicios de agosto de 1916. La fecha del vuelo inicial es desconocida, pero se cree que pudo ser entre finales de agosto o inicios de septiembre de ese mismo año. Siguiendo la trayectoria de éxitos de los modelos Albatros D.I y Albatros D.II, el D.III utilizó el mismo tipo de fuselaje de madera contrachapada. Sin embargo, a petición de la Idflieg (Inspektion der Fliegertruppen), en el D.II se modificó la configuración de las alas en tipo sesquiplano (es decir, no dos alas enteras, sino una ala normal y otra “media” ala), similar al Nieuport 11 francés, se suprimió el decalaje y se introdujeron puntales en V para proporcionar mayor rigidez a las alas. Después del Typenprüfung (Prueba de vuelo oficial) el 26 de septiembre de 1916, la firma Albatros Flugzeugwerke recibió un pedido de 400 unidades del modelo D.III.

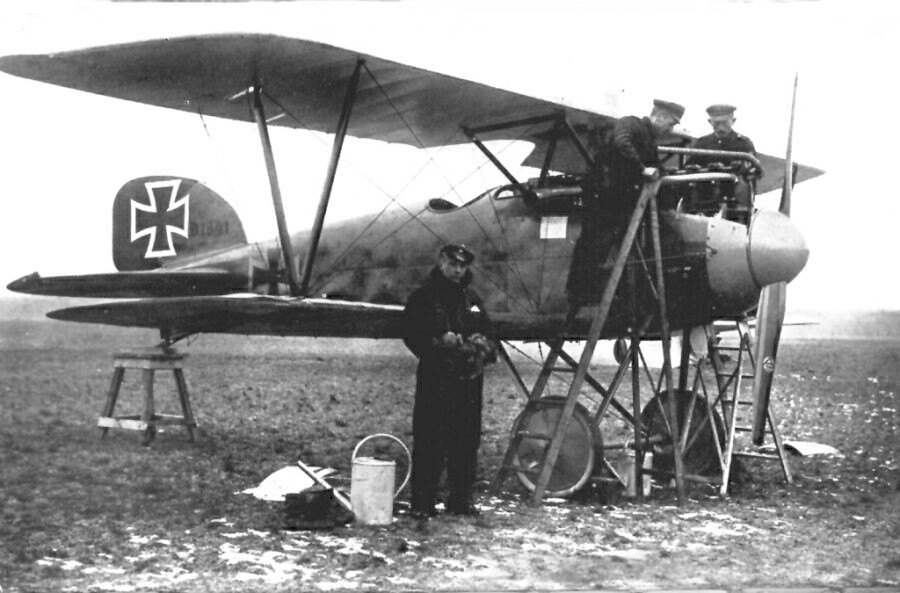
Ernst Udet al frente de su Albatros D.III (serie D.1941/16)

## Historia operacional

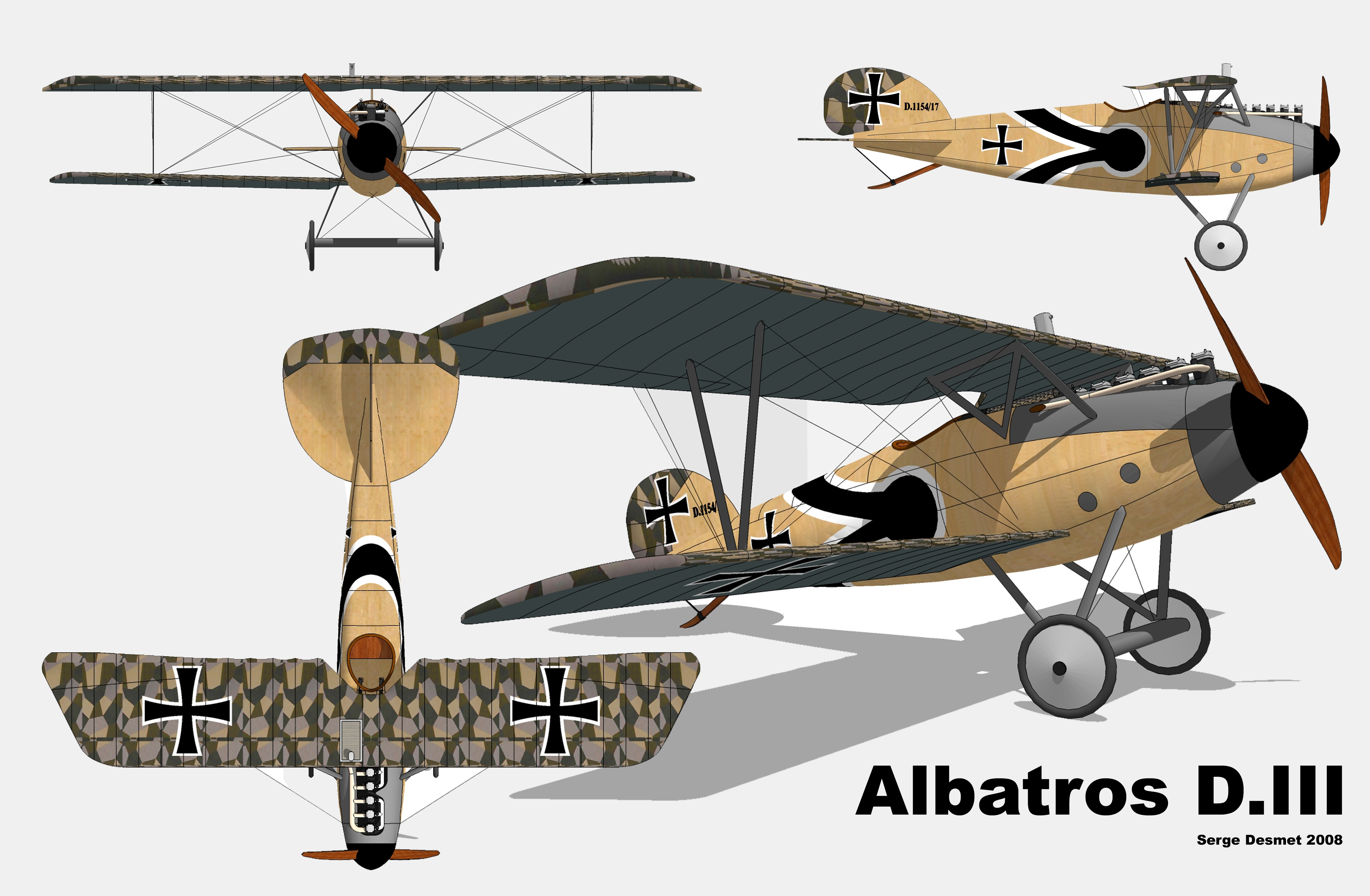
Albatros D.III

Los Albatros D.III entraron en servicio en los primeros meses de 1917 y no tardaron en hacer acto de presencia en el campo de batalla. Las tripulaciones británicas se referían comúnmente al D.III como el “V-strutter” (el de soportes en V). Dos fallas fueron prontamente identificadas en el nuevo caza. Los primeros D.III llevaban un radiador Teeves & Braun en el centro del ala superior, donde tendía a ocasionar quemaduras en los pilotos si era alcanzado por balas enemigas. A partir de la 290.ª unidad construida, el radiador fue colocado hacia el lado derecho.

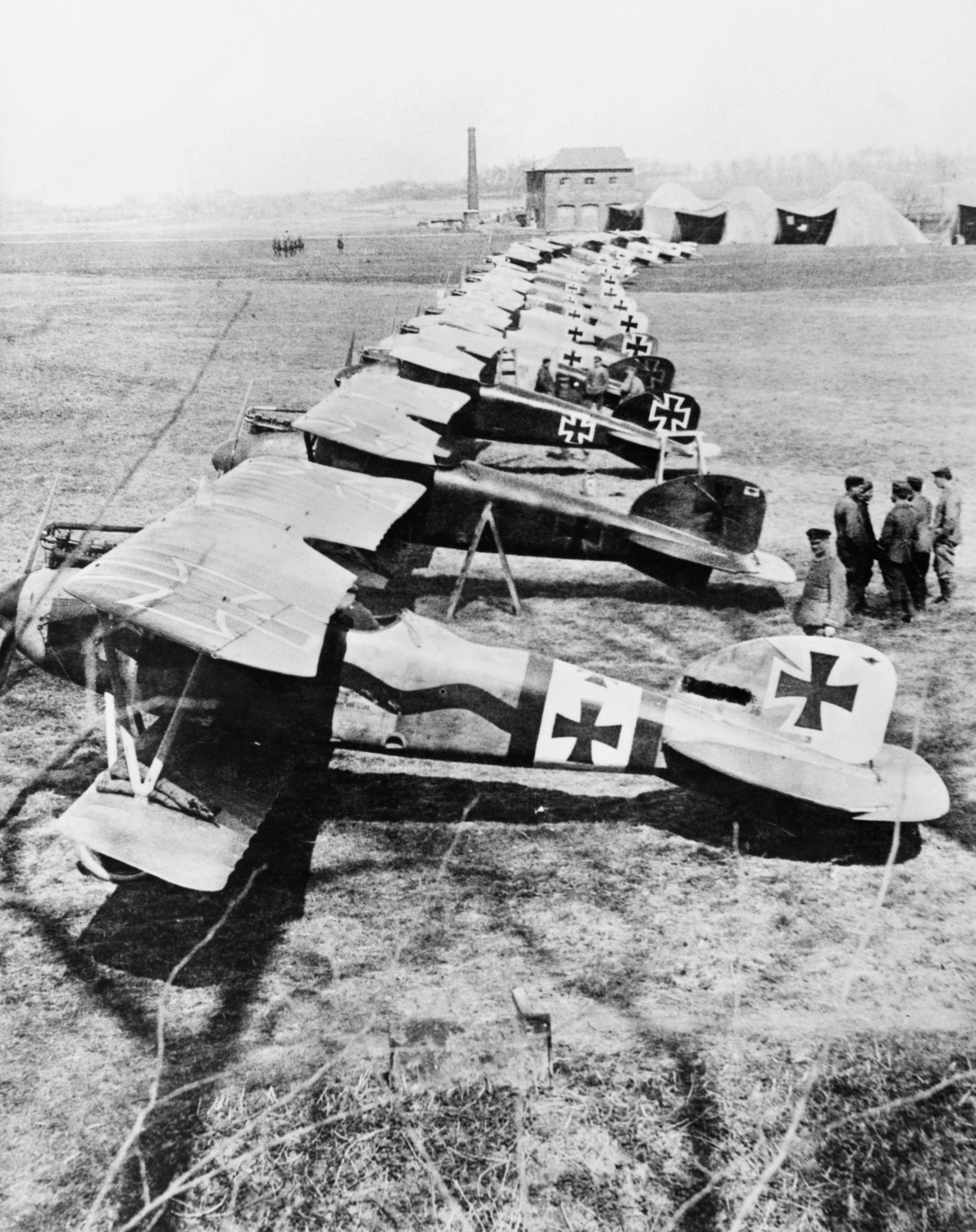
Cazas Albatros D.III del escuadrón Jasta 11 en Douai, Francia

Las nuevas aeronaves inmediatamente empezaron a experimentar fallos más serios en el ala inferior. El 24 de enero de 1917, Manfred von Richthofen sufrió una fractura del ala inferior de su nuevo D.III. Mientras aterrizaba sin daños personales, Richthofen se cambió rápidamente al anterior Albatros D.II durante las siguientes cinco semanas. El D.III fue obligado a permanecer temporalmente en tierra en marzo de 1917, forzando a los integrantes del Jasta a utilizar el viejo Albatros D.II y el Halberstadt D.II durante el ínterin. El D.III volvió al servicio con modificaciones en el ala en abril, pero éstas fallaron en resolver el problema estructural del ala inferior. En ese momento, los continuos fallos del ala fueron atribuidos a la escasa pericia de los trabajadores y al uso de pobres materiales por parte de la factoría de Johannisthal.
La causa de los fallos en el ala inferior residía en la configuración en sesquiplano tomada a partir del Nieuport 11. Mientras que el ala inferior tenía suficiente fortaleza en las pruebas estáticas, se determinó subsecuentemente que el mástil principal de la estructura estaba localizado demasiado lejos del centro, ocasionando que el ala se doblara bajo cargas aerodinámicas. Por lo tanto, los pilotos fueron notificados de no realizar descensos en declives pronunciados o prolongados al volar el D.III. La falla de diseño persistió a pesar de los intentos por rectificar el problema en el modelo D.III y en su sucesor Albatros D.V.
Fuera de sus deficiencias estructurales, el D.III era considerado un modelo placentero y fácil de volar, aunque de algún modo era pesado en los controles. La configuración en sesquiplano ofrecía un mejor ascenso, maniobrabilidad y visibilidad inferior comparados con el anterior D.II. Como muchos de los aviones contemporáneos, el D.III era proclive a girar y descender, pero en su recuperación se mantenía en línea recta.
Albatros construyó aproximadamente 500 unidades D.III en su factoría en Johannisthal antes de que se cambiara la producción al D.V en el verano de 1917. El subsidiario de Albatros, la fábrica Ostdeustche Albatros Werke OAW recibió cinco pedidos separados de 840 unidades entre abril y agosto de 1917. Estas unidades fueron producidas en la factoría de Schneidemühl entre junio y diciembre de 1917. Las variantes OAW podían distinguirse de las aeronaves de Johannisthal por sus timones más grandes y redondeados.
El cenit de su servicio se dio en noviembre de 1917, con 446 aeronaves en el Frente occidental. Sin embargo, el D.III no desapareció del servicio con el final de su producción. Permaneció en la línea del frente hasta bien entrado 1918, el 31 de agosto de 1918, 54 unidades D.III permanecían en el frente occidental.

## Variantes austrohúngaras

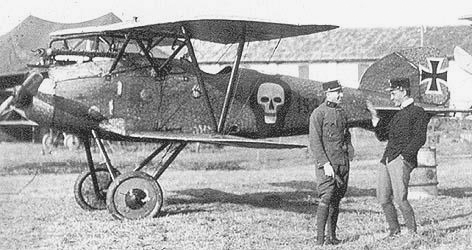
Unidad Albatros D.III (Oeffag) serie 153

En el otoño de 1916, la fábrica Oeffag (Oesterreichische Flugzeugfabrik AG) obtuvo una licencia para construir el Albatros D.III en Wiener-Neustadt. Las entregas empezaron en mayo de 1917. Las aeronaves de Oeffag eran fabricadas en tres versiones principales (series 53, 153 y 253) utilizando los motores Austro-Daimler de 185, 200 y 225 hp, respectivamente. Estas unidades estaban acondicionadas con una mejor cobertura que sus contrapartes alemanas, algunas partes de esta cobertura fueron retiradas durante los meses de verano para mejorar el enfriamiento de los motores. Los motores Austro-Daimler probaron otorgar un mejor desempeño que el motor Mercedes D.IIIa.

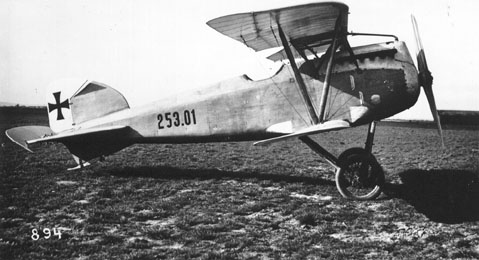
Albatros D.III (Oeffag) serie 253

Los ingenieros de la Oeffag notaron los fallos en el ala del D.III y modificaron el ala inferior para permitirle utilizar “costillas” más anchas y aros de refuerzo en la estructura de sostén del borde del ala. Estos cambios, así como otras mejoras en detalles de la aeronave, resolvieron grandemente los problemas estructurales que habían plagado a los cazas alemanes. En servicio, los cazas Oeffag demostraron ser muy populares, robustos y efectivos.
Los pilotos austriacos frecuentemente retiraban el buje protector de la hélice de sus aviones, ya que este tenía tendencia a caerse. Al empezar la producción de la 112.ª unidad de la serie 153, los ingenieros de Oeffag introdujeron una nueva nariz redondeada que eliminaba el cobertor de la hélice. Impresionantemente, las pruebas de túnel de viento hechas por los alemanes mostraron que la sencilla nariz redondeada incrementaba la eficiencia de la hélice y elevaba la velocidad tope hasta en 14,3 km/h (9 mph).
Todas las variantes de Oeffag estaban armadas con dos ametralladoras Schwarzlose MG M.07/12. En la mayoría de las aeronaves, las armas estaban insertas en el fuselaje, encontrándose inaccesibles para el piloto. Posteriormente, en la producción de la serie 253, las armas fueron relocalizadas sobre el fuselaje de la cabina. En servicio, las ametralladoras Schwarzlose probaron ser algo menos confiables que la ametralladora LMG 08/15, principalmente debido a problemas con el interruptor de sincronización. La ametralladora Schwarzlose MG M.07/12 también tenía escasa cadencia de fuego y producía excesivo fogueo de la boca del cañón. 
Oeffag produjo aproximadamente 526 unidades D.III entre mayo de 1917 y la firma del Armisticio.

## Posguerra
Después del armisticio, Polonia adquirió 38 cazas de la serie 253, así como muchas otras máquinas Oeffag, y las operó durante la Guerra Polaco-Soviética de 1919-1920. Estas unidades fueron usadas principalmente para misiones de ataque a tierra. Los polacos tenían muy buena opinión del D.III, tanto es así que enviaron una carta de felicitación a la factoría de Oeffag. La recién formada fuerza aérea de Checoeslovaquia también adquirió y utilizó muchas máquinas Oeffag después de la guerra.

## Operadores
- Checoslovaquia: En la posguerra.
- Imperio alemán: Luftstreitkräfte.
- Imperio austrohúngaro: Luftfahrtruppen.
- Lituania: En la posguerra.
- Polonia: En la posguerra.

## Especificaciones técnicas (D.III)

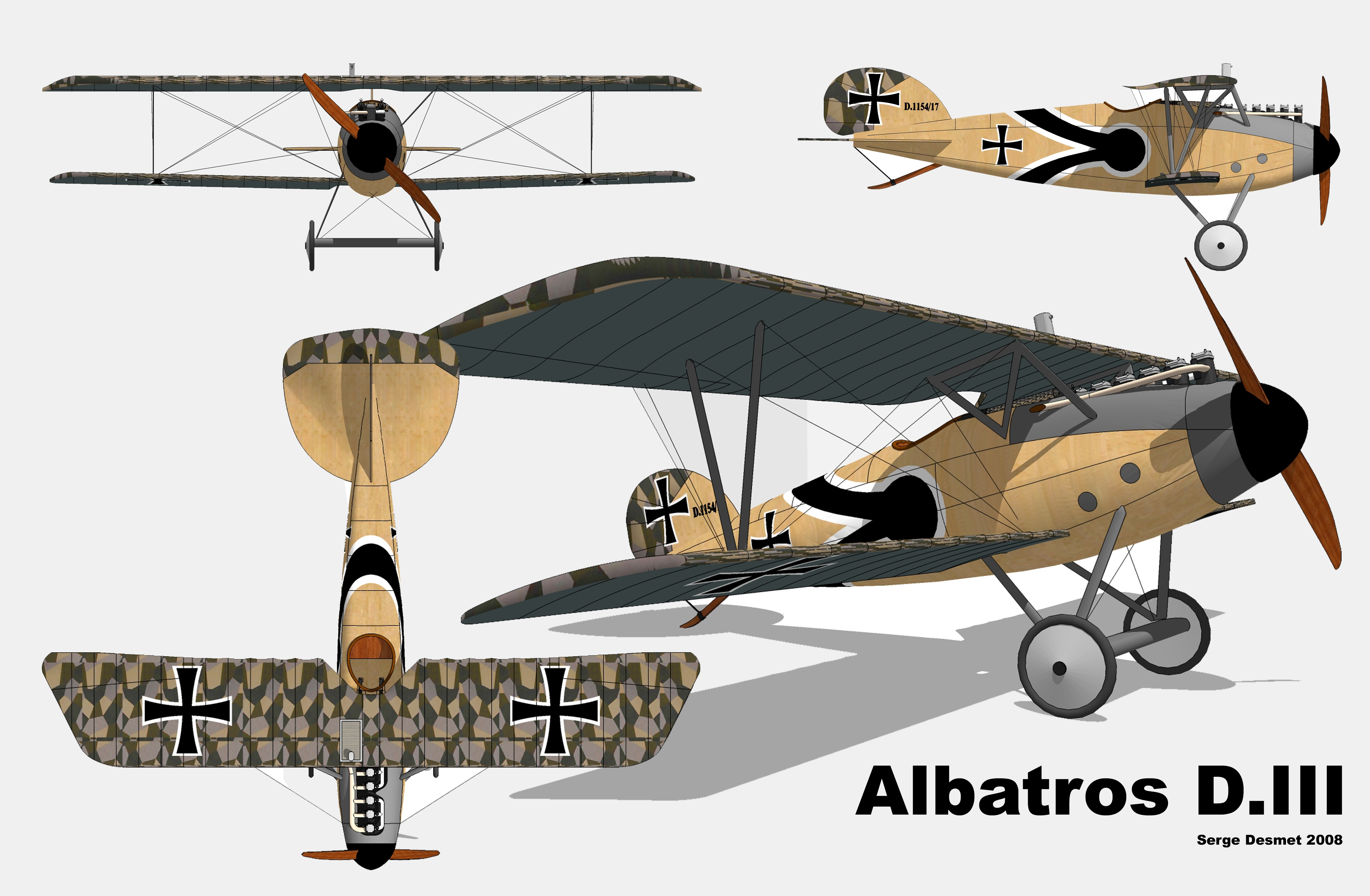
Albatros D.III

### Características generales
- Tripulación: 1
- Longitud: 7,33 m
- Envergadura: 9,05 m
- Altura: 2,98 m
- Superficie alar: 20,50 m²
- Peso vacío: 661 kg
- Peso cargado: 886 kg
- Planta motriz: 1× lineal Mercedes D.IIIa.
  - Potencia: 170/175 cv

### Rendimiento
- Velocidad nunca excedida (Vne): 175 km/h a 1.000 m
- Alcance: 480 km (259 nmi; 298 mi)
- Radio de acción: 2 horas
- Techo de vuelo: 5.500 m
- Régimen de ascenso: trepada a 1.000 m en 4 min
- Carga alar: 37,5 kg/m² (7,7 lb/ft²)
- Potencia/peso: 0,13 kW/kg

### Armamento
- Armas de proyectiles: 2 x ametralladora 7,92 mm LMG 08/15 fuego frontal